# Tribulus terrestris
Tribulus terrestris is een eenjarige plant uit de familie Zygophyllaceae. De wetenschappelijke naam van de soort werd in 1753 gepubliceerd door Linnaeus in Species plantarum. Die nam de naam over van Mathias de Lobel (1591), Gaspard Bauhin (1623) en Jacques Barrelier (1714).
De soort komt van nature voor in het zuiden van Europa, het zuiden van Azië, en Afrika. Als invasieve exoot komt de plant ook voor in grote delen van Noord- en Zuid-Amerika. De plant is goed bestand tegen droge omstandigheden op plekken waar andere soorten moeilijk kunnen overleven. De verspreiding gebeurt door zaden met stekels, die makkelijk blijven kleven in de vacht van passerende dieren of in het schoeisel van menselijke passanten.

## Kenmerken
De plant heeft een penwortel waaruit de liggende kruidachtige, tot meer dan 1 m lange bovengrondse delen in alle richtingen groeien. De bladeren en stengels zijn borstelvormig behaard. De paarvormig tegenoverstaande bladeren zijn even geveerd, met 4 tot 8 paar tegenoverstaande eivormig tot elliptische, zittende tot zeer kort gesteelde, gaafrandige deelblaadjes, die 5–10 mm lang, en 3–8 mm breed zijn. Een blad dat aan de basis van een bloemsteel staat, heeft ongeveer de helft van het aantal deelblaadjes dat het tegenoverstelde blad draagt.
De bloemsteel ontspringt op een stengelknoop waaruit ook twee tegenoverstaande bladeren ontspringen, en draagt een alleenstaande tweeslachtige gele vijftallige bloem, met 5 kelk- en 5 kroonbladen, en een doorsnede van 1–1,5 cm. De bloem heeft 10 meeldraden. Het bovenstandige vruchtbeginsel draagt één stijl met een vijfspletige stempel.
De harde, meestal doornachtige splitvruchten zijn 7–15 mm groot.
Het chromosoomaantal bedraagt 2n = 12, 24, 36 of 48.

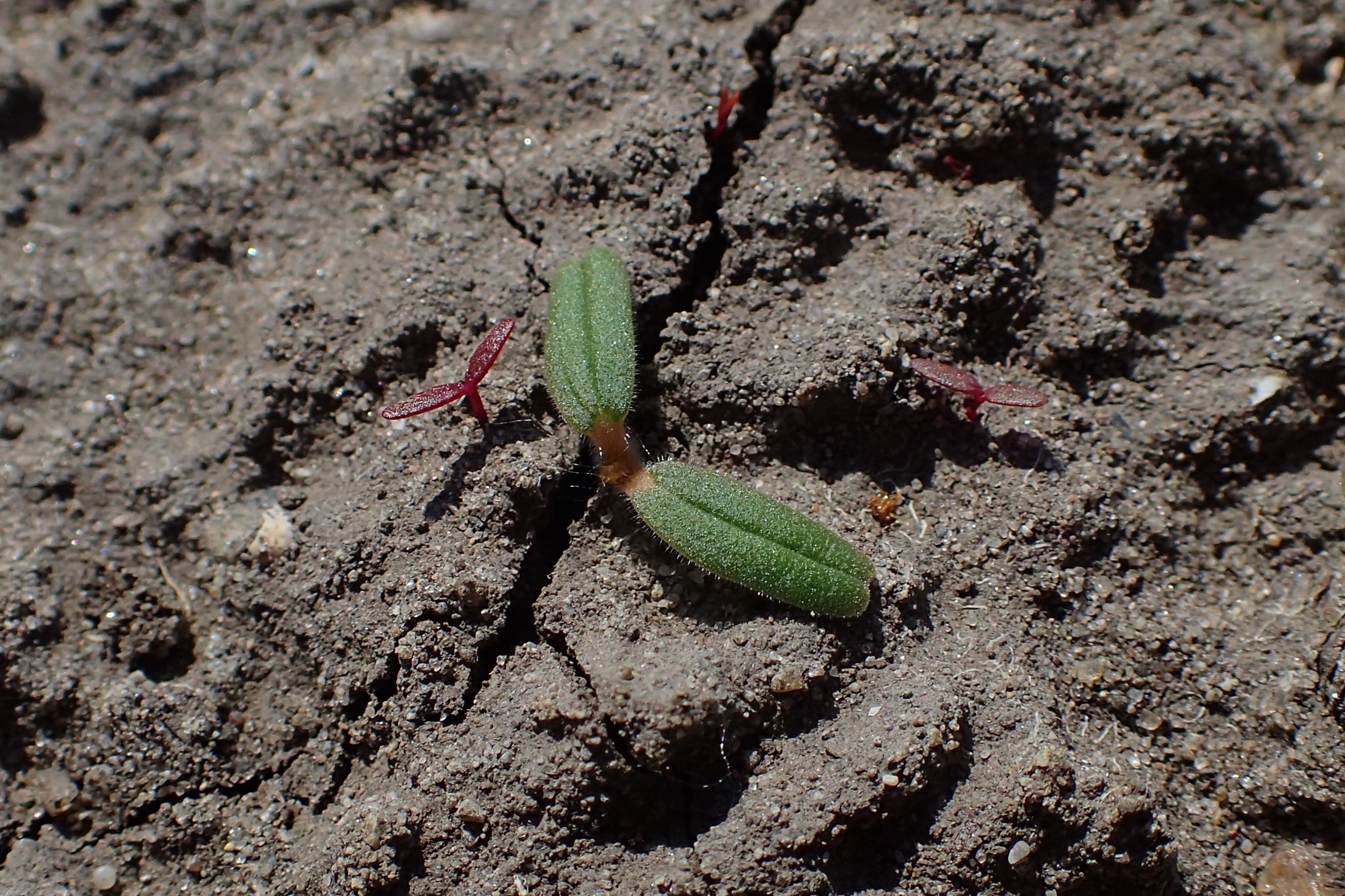
zaailingen
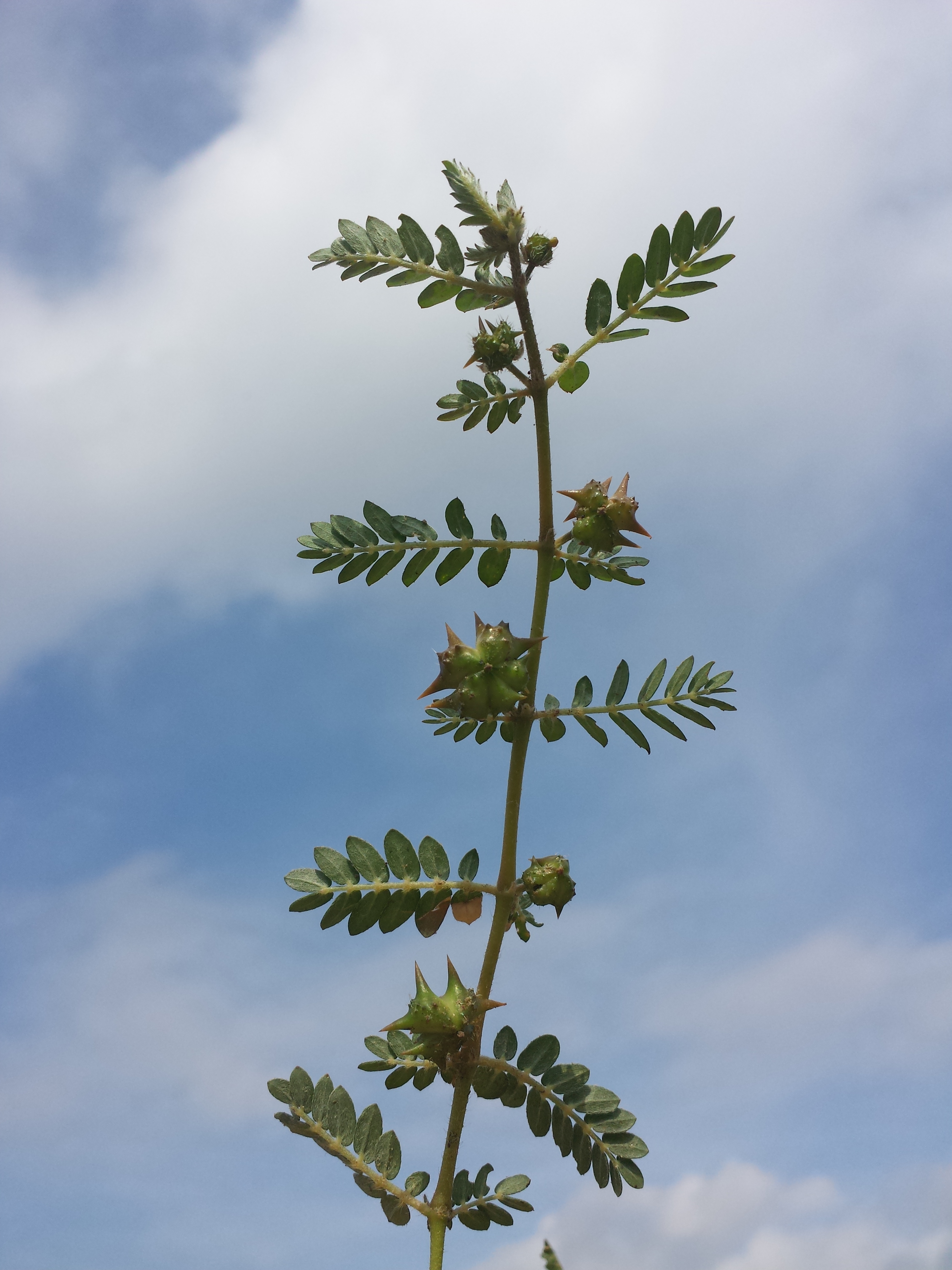
loof
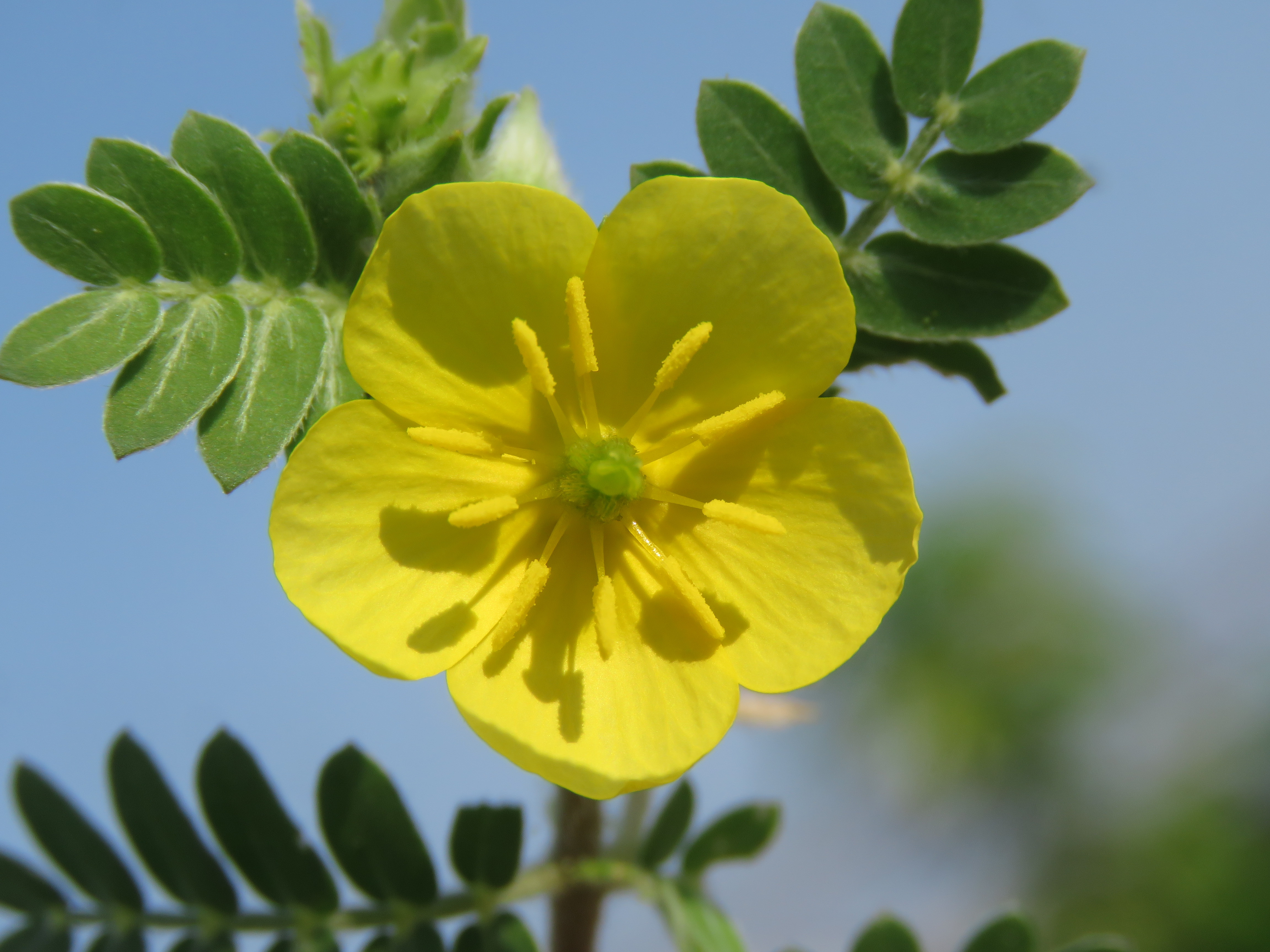
bloem
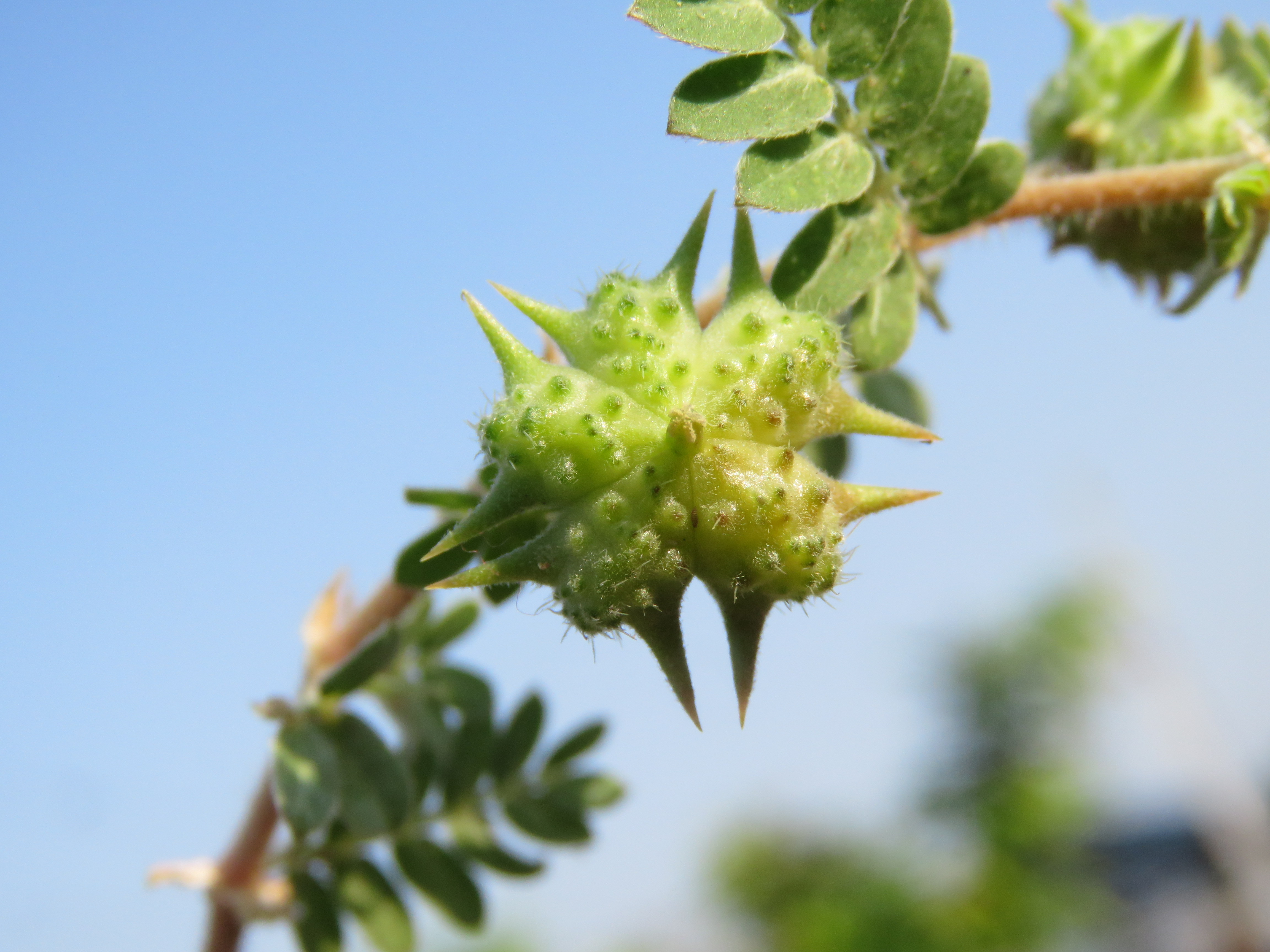
vrucht
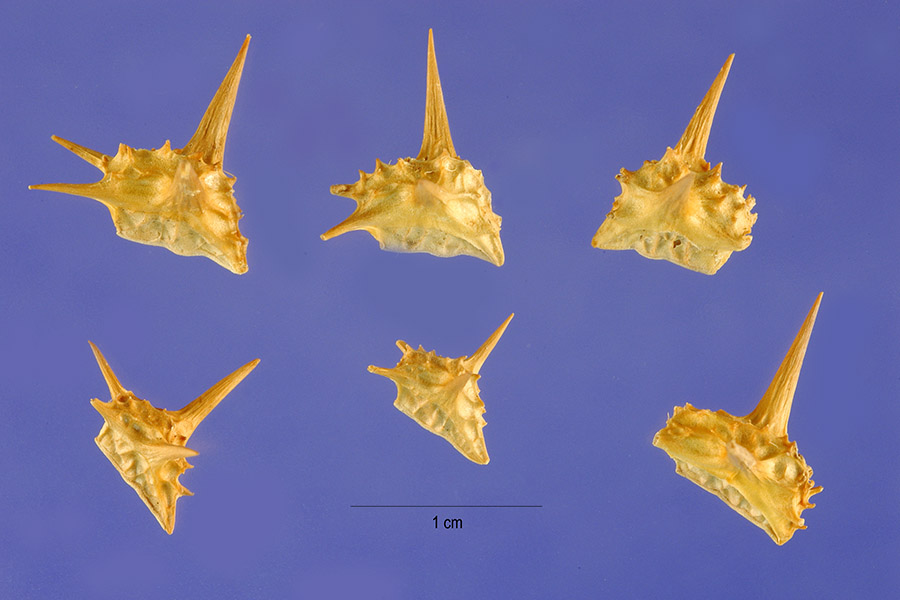
zaden